# Canon EF 100-400mm
Il Canon EF 100-400mm f/4.5-5.6L IS USM, soprannominato «il pompone» dagli appassionati italiani, per via del suo meccanismo di zoom a pompa molto esteso, è un obiettivo tele zoom professionale della serie L con attacco EF, introdotto dalla Canon nel settembre 1998. È un obiettivo di alta qualità ideale per lo sport e per la fotografia naturalistica.
Questo obiettivo è compatibile con l'Extender Canon EF sui corpi EOS digitali. Con l'extender 1.4X l'obiettivo mantiene l'autofocus solo sui corpi macchina professionali serie 1 (Canon EOS 1D e Canon EOS 1Ds), mentre la stabilizzazione dell'immagine è assicurata su tutti i corpi sia con l'extender 1.4X sia con il 2.0X.

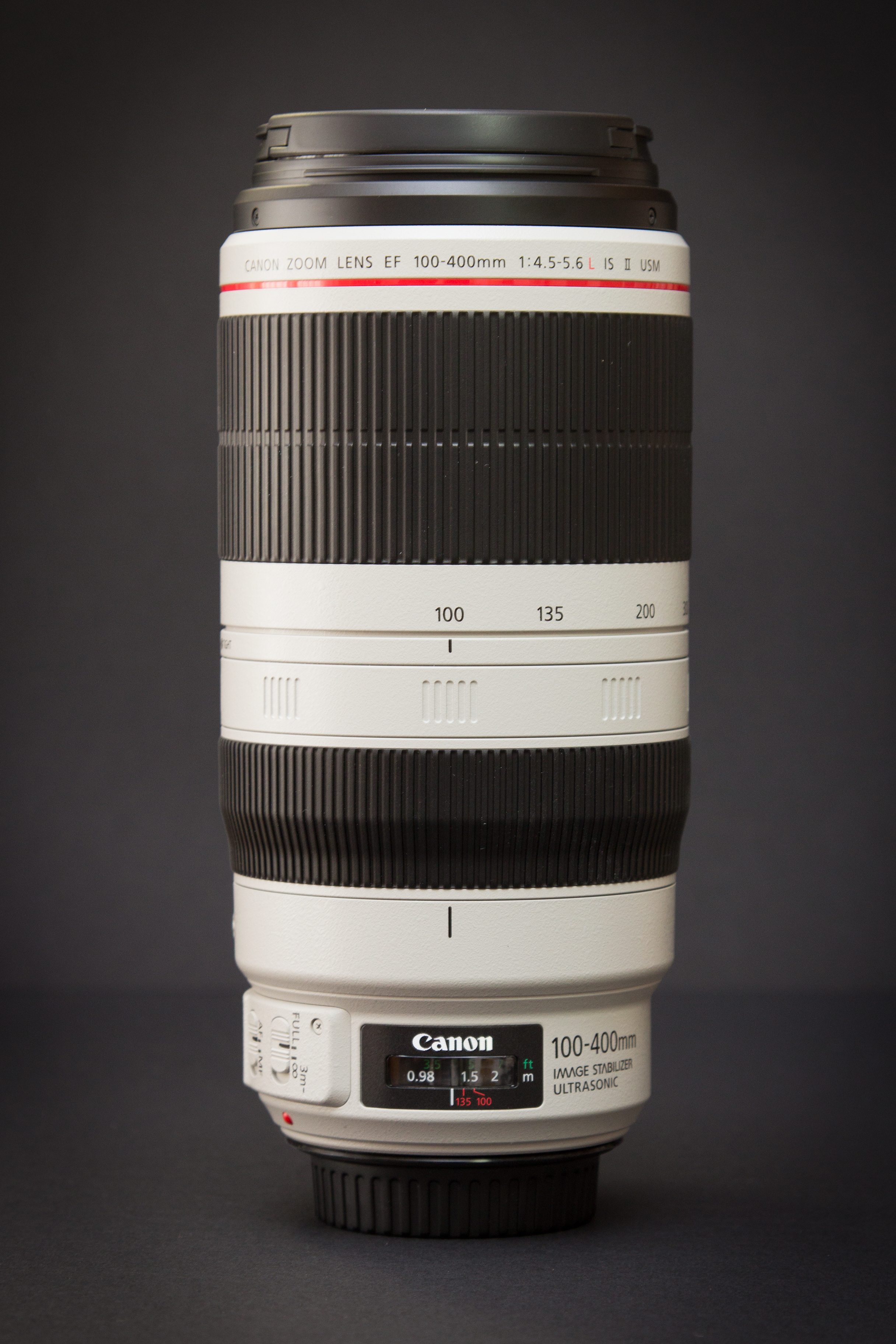
Canon EF 100-400mm F4.5-5.6L IS II USM.